# الحافه
الحافه (به عربی: الحافة) یک منطقهٔ مسکونی در عربستان سعودی است که در استان مدینه واقع شده‌است.